# Pietro Bordini
Pietro Bordini (Verona, 18 febbraio 1853 – Verona, 27 aprile 1922) è stato uno scultore italiano.

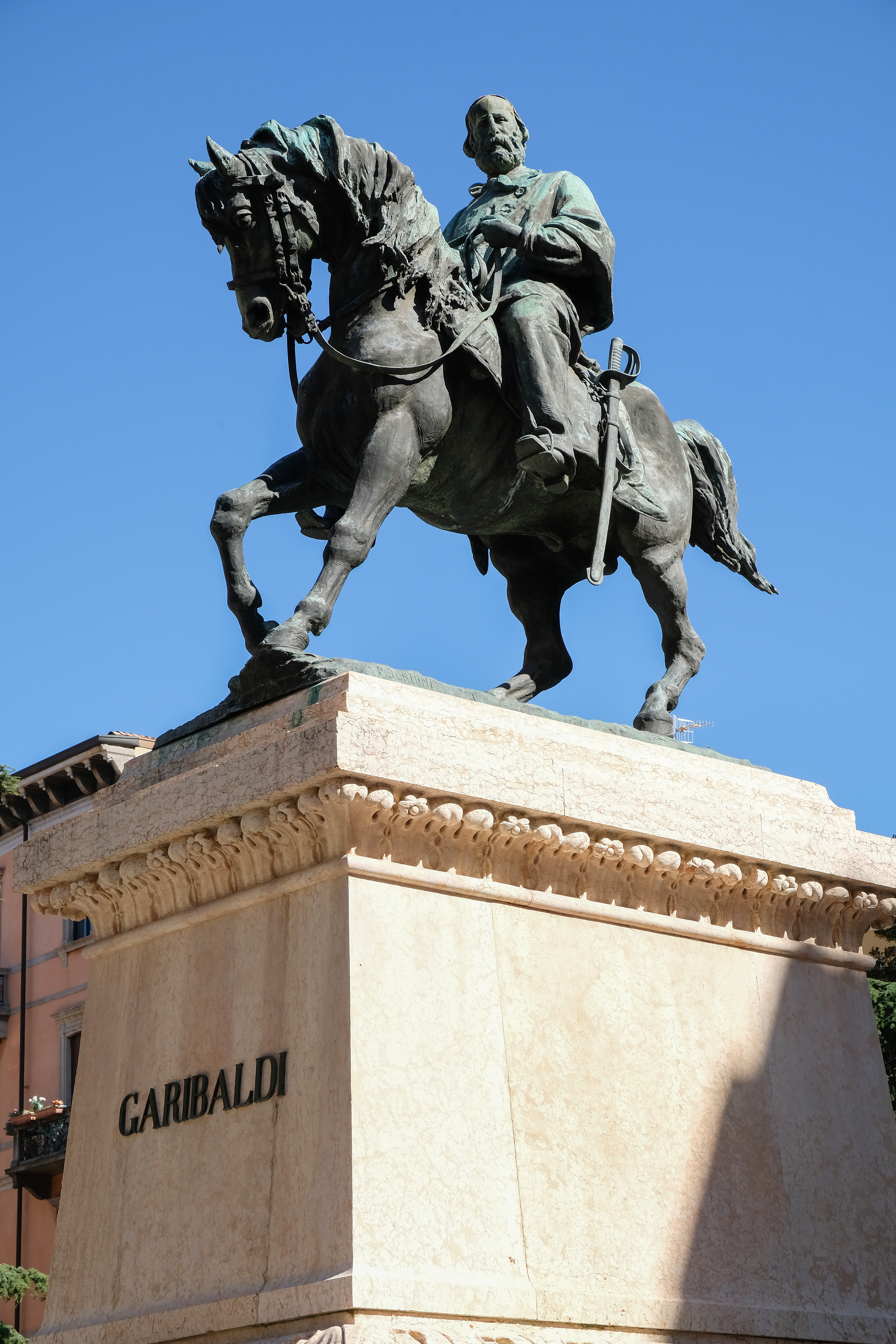
Monumento a Garibaldi, Verona

Si formò all'Accademia di Belle Arti di Verona e realizzò numerosi monumenti pubblici: quello per la battaglia di Santa Lucia (con Romeo Cristani), quello a Benedetto Cairoli sempre a Verona, quello di Amilcare Ponchielli a Cremona, quelli per Garibaldi a Verona, Mantova, Iseo e Bovolone.
Nella sua città eseguì numerosi busti e clipei per la Promoteca veronese, oggi parte della biblioteca civica. Realizzò inoltre diversi monumenti funebri per il cimitero monumentale di Verona e altri cimiteri della provincia.